# Maarten Gerrit Groenenberg
Maarten Gerrit Groenenberg (Piershil, 27 oktober 1919 – Woerden, 14 juli 2004) was een Nederlands politicus van de CHU.
In 1956 werd hij benoemd als waarnemend gemeentesecretaris van Waarder, Barwoutswaarder en Rietveld als opvolger van Dries Zielhuis die waarnemend burgemeester van die drie gemeenten geworden was. In 1962 werd Zielhuis elders tot burgemeester benoemd waarop Groenenberg hem opnieuw opvolgde maar nu als waarnemend burgemeester van die drie gemeenten. Daarnaast bleef hij daar de waarnemend gemeentesecretaris. Begin 1964 was er in Zuid-Holland een gemeentelijke herindeling waarbij die gemeenten ophielden te bestaan en hij enkele maanden later de burgemeester werd van de nieuwe gemeente Driebruggen waarin Hekendorp, Lange Ruige Weide, Papekop en Waarder opgingen. Groenenberg bleef daar de burgemeester tot november 1984 toen hij met pensioen ging. In 2004 overleed hij op 84-jarige leeftijd. In Driebruggen is naar hem de Burgemeester Groenenbergstraat vernoemd.